# 索門涅米

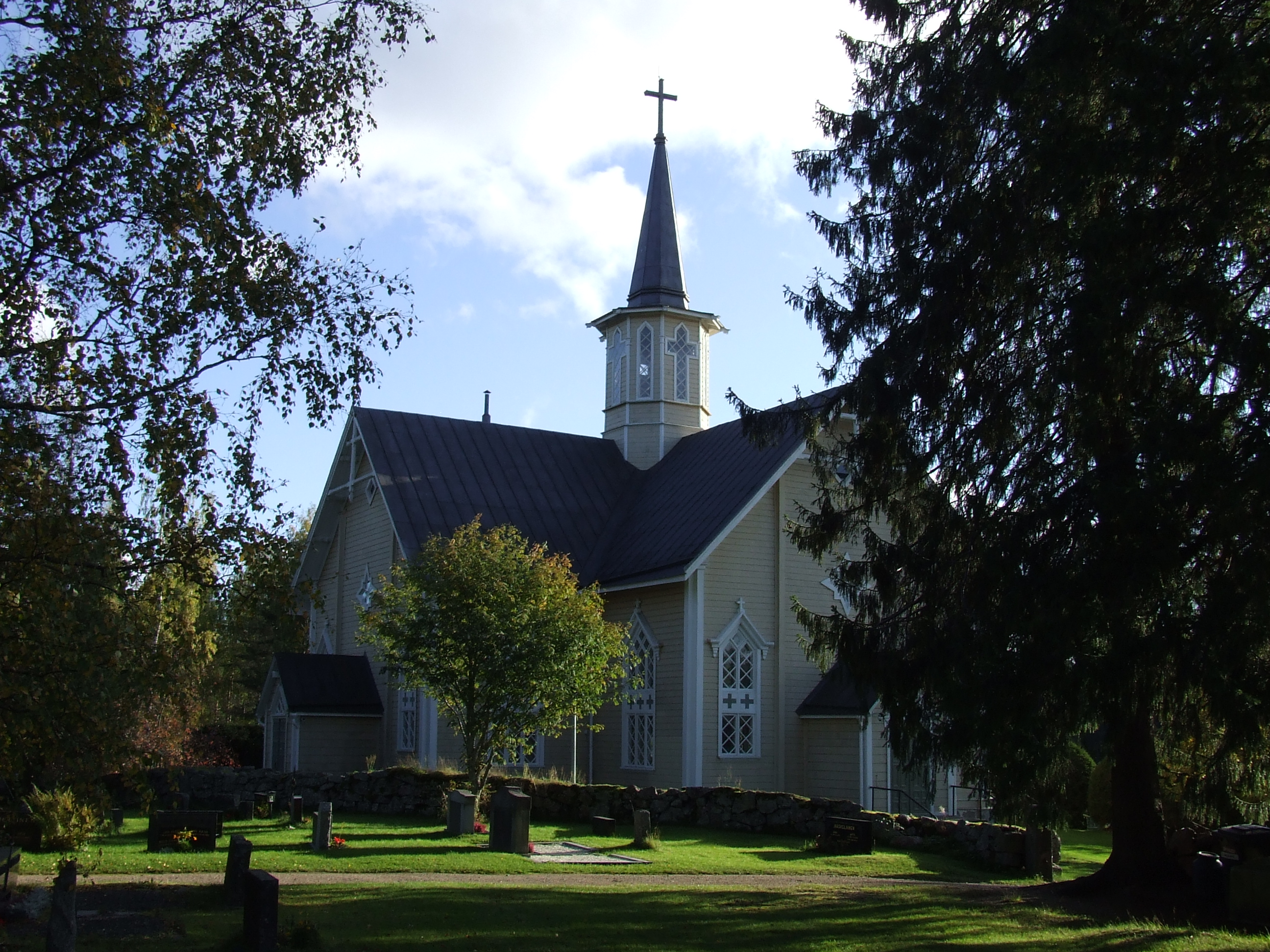
索門涅米教堂

索門涅米（芬蘭語：Suomenniemi）是芬蘭一个已废置的市鎮，位於該國東南部，始建於1688年，面積363平方公里，2013年人口781，人口密度為每平方公里2.75人。该市镇作为独立市镇时属于南卡累利阿区，2013年初并入米凯利市而成为南萨沃尼亚区的一部分。

## 外部連結
- 索門涅米网站 （页面存档备份，存于） （文）
- goSaimaa.com （页面存档备份，存于） 该区域旅游信息